# NGC 2720
NGC 2720 je galaksija u zviježđu Raku.

## Vanjske poveznice
- SEDS: NGC 2720